# Manuel Belgrano
Manuel José Joaquín del Corazon de Jesús Belgrano (3 tháng 6 năm 1770 - 20 tháng 6 năm 1820), thường được gọi là Manuel Belgrano, là một nhà kinh tế, luật sư, chính trị gia và nhà lãnh đạo quân sự người Argentina. Ông đã tham gia vào chiến tranh độc lập Argentina tạo ra quốc kỳ Argentina. Ông được coi là một trong những Libertadores (người giải phóng) chính của đất nước này.
Belgrano sinh ra tại Buenos Aires, con thứ tư của doanh nhân Ý Domingo Belgrano y Peri và Josefa Casero. Ông đã tiếp xúc với những ý tưởng của thời đại Khai sáng trong khi học tại trường đại học ở Tây Ban Nha trong khoảng thời gian của cuộc cách mạng Pháp. Khi trở về Lãnh địa Phó vương Río de la Plata, nơi ông trở thành một thành viên đáng chú ý của dân Criollo của Buenos Aires, ông đã cố gắng thúc đẩy một số các lý tưởng chính trị và kinh tế mới, nhưng không tìm thấy kháng dữ dội từ những người bán đảo. Sự từ chối này đã khiến ông làm việc theo hướng tự chủ lớn hơn cho đất nước từ chế độ thuộc địa Tây Ban Nha. Lúc đầu, ông không thành công thúc đẩy khát vọng của Carlota Joaquina để trở thành một người cai trị nhiếp chính cho Phó vương, trong thời kỳ Tây Ban Nha vua Ferdinand VII đã bị giam cầm trong bán đảo chiến tranh (1807-1814). Ông ủng hộ Cách mạng tháng, trong đó loại bỏ các phó vương Baltasar Hidalgo de Cisneros khỏi quyền lực vào ngày 25 tháng 5 năm 1810. Ông được bầu làm thành viên bầu cử của Primera Junta mà mất quyền sau khi bị lật đổ.
Là một đại biểu cho Junta, ông đã lãnh đạo chiến dịch Paraguay văn số. Quân đội của ông đã bị Bernardo de Velasco đánh bại tại các trận "Campichuelo" và "Paraguari". Mặc dù ông đã bị đánh bại, chiến dịch bắt đầu chuỗi sự kiện dẫn đến sự độc lập của Paraguay tháng năm 1811. Ông rút về vùng lân cận của Rosario, để củng cố nó chống lại một cuộc tấn công hoàng gia có thể từ phía Đông Band of sông Uruguay. Trong khi đó, ông đã tạo ra lá cờ của Argentina. Bộ ba đầu tiên đã không chấp nhận lá cờ, nhưng vì truyền chậm, Belgrano chỉ tìm hiểu về nhiều tuần sau đó, trong khi củng cố quân đội của miền Bắc ở Jujuy. Có, biết ông là một bất lợi chiến lược chống lại quân đội hoàng gia đến từ Upper Peru, Belgrano đã ra lệnh Jujuy Exodus, mà sơ tán toàn bộ dân số của tỉnh Jujuy đến San Miguel de Tucumán. Ông phản công trong trận Tucumán dẫn đến một chiến thắng chiến lược quan trọng, và nó đã sớm theo sau là một chiến thắng hoàn toàn quân đội bảo hoàng của Pío Tristan trong trận Salta. Tuy nhiên, cuộc xâm nhập sâu hơn của mình vào Upper Perú dẫn đến thất bại tại Vilcapugio và Ayohuma, dẫn bộ ba thứ hai để đặt hàng thay thế ông là Tư lệnh quân đội của Bắc do mới đến José de San Martín. Đến lúc đó, Asamblea del Ano XIII đã thông qua việc sử dụng các cờ Belgrano như là lá cờ của quốc gia chiến tranh.
Belgrano sau đó đã đi châu Âu với mục đích vận động ngoại giao cùng với Bernardino Rivadavia để tìm kiếm sự hỗ trợ cho chính quyền cách mạng. Ông trở lại trong thời gian để tham gia Đại hội Tucumán, mà tuyên bố Argentina Độc lập (1816). Ông thúc đẩy kế hoạch Inca để tạo ra một chế độ quân chủ lập hiến với một hậu duệ Inca như đứng đầu nhà nước. Đề xuất này đã có sự hỗ trợ của San Martín, Martín Miguel de Güemes, và nhiều đại biểu tỉnh, nhưng đã bị từ chối mạnh mẽ của các đại biểu đến từ Buenos Aires. Đại hội Tucumán chấp thuận việc sử dụng cờ hiệu của mình như là lá cờ quốc gia. Sau này, Belgrano lại nắm quyền chỉ huy quân đội của miền Bắc, nhưng nhiệm vụ của mình được giới hạn để bảo vệ San Miguel de Tucumán từ những tiến bộ hoàng gia trong khi San Martín chuẩn bị quân đội của dãy Andes cho một cuộc tấn công khác trên dãy núi Andes. Khi Buenos Aires sắp bị xâm chiếm bởi José Gervasio Artigas và Estanislao López, ông chuyển quân xuống phía Nam, nhưng quân đội của ông nổi loạn trong tháng 1 năm 1820. Belgrano chết do chứng cổ chướng ngày 20 tháng 6 năm 1820. Những lời cuối cùng của ông được báo cáo là: "¡Ay, Patria mía!" (Ôi, đất nước tôi!).

## Sách tham khảo
- Belgrano, Manuel; Felipe Pigna. Autobiografía y escritos económicos (bằng tiếng Tây Ban Nha). Argentina. ISBN 978-950-04-3189-7.
- Belgrano, Mario (1944). Hombres representativos de la Historia Argentina: Belgrano (bằng tiếng Tây Ban Nha). Argentina: National Academy of History of Argentina.
- Chasteen, John Charles (2008). Americanos: Latin America's struggle for independence. United States: Oxford University Press. ISBN 978-0-19-517881-4.
- Aníbal Jorge Luzuriaga. “Manuel Belgrano” (bằng tiếng Tây Ban Nha). Argentina: Belgranian National Institute. Truy cập ngày 28 tháng 12 năm 2011.
- Galasso, Norberto (2004). Mariano Moreno, "El sabiecito del sur" (bằng tiếng Tây Ban Nha). Argentina: Colihue. ISBN 950-581-799-1.
- Lagleyze, Julio Luqui (2010). Grandes biografías de los 200 años: Manuel Belgrano (bằng tiếng Tây Ban Nha). Argentina: Clarín. ISBN 978-987-07-0837-7.
- Luna, Félix (2004). Grandes protagonistas de la Historia Argentina: Manuel Belgrano (bằng tiếng Tây Ban Nha). Argentina: Grupo Editorial Planeta. ISBN 950-49-1247-8.
- Macintyre, Stuart (2011). The Oxford History of Historical Writing. United States: Oxford University Press. ISBN 978-0-19-953309-1.
- Saavedra, Cornelio (2009). Memoria autógrafa (bằng tiếng Tây Ban Nha). Argentina: Editorial del Nuevo Extremo. ISBN 978-987-609-171-8.
- Saldaña, Juan José (2006). Science in Latin America. United States: University of Texas Press. ISBN 978-0-292-71271-3.
- Scenna, Miguel Ángel (2009). Mariano Moreno (bằng tiếng Tây Ban Nha). Argentina: H. Garetto Editor. ISBN 978-987-1494-05-4 calling template requires template_name parameter.
- Shumway, Nicolas (1991). The Invention of Argentina. Berkeley and Los Angeles, California: University of California Press. ISBN 0-520-08284-2.